# آلخان تپه
آلخان تپه مربوط به هزاره اول قبل از میلاد - سده‌های اولیه دوران‌های تاریخی پس از اسلام است و در شهرستان همدان، بخش مرکزی، دهستان سنگستان، ۲ک متری ضلع شمالی روستای مرتع بلاغ واقع شده و این اثر در تاریخ ۶ اسفند ۱۳۸۵ با شمارهٔ ثبت ۱۷۴۶۲ به‌عنوان یکی از آثار ملی ایران به ثبت رسیده است.